# 간호조무사
간호조무사(看護助務士, 영어: nurse assistant, NA)는 간호조무사 자격시험에 합격하여 의사의 진료 보조 및 간호사의 간호를 보조하는 직업이다. 간호 학원에서 1년 과정을 수료한 이후 활동할 수 있으며 대한민국에서는 고등학생들이 직업반을 통하여 3학년 때 위탁 교육을 받고 되기도 한다.
간호조무사는 의사 또는 간호사의 지시, 감독 하에 치료 또는 간호에 필요한 물품의 준비, 병실의 정돈, 검사물이나 결과표의 전달, 환자의 입퇴원수속 등 간호 보조 업무를 수행한다.

## 간호사(RN)와의 차이
대한민국 의료법에서는 간호사와 간호조무사 중에 간호사만을 의료인으로 규정하고, 간호조무사는 간호 보조와 진료 보조만을 업무로 한다.
간호사는 대학과정의 간호학을 전공한 자가 국가시험에 합격한 후 보건복지부장관의 명의로 된 면허를 받아야 하는 반면, 간호조무사는 간호특성화고등학교, 국공립간호조무사양성소, 간호조무사학원, 간호조무 평생교육과정을 이수한 자가 국가자격시험을 거쳐 보건복지부장관이 자격증을 발급한다.
제80조(간호조무사 자격)
① 간호조무사가 되려는 사람은 다음 각 호의 어느 하나에 해당하는 사람으로서 보건복지부령으로 정하는 교육과정을 이수하고 간호조무사 국가시험에 합격한 후 보건복지부장관의 자격인정을 받아야 한다. 이 경우 자격시험의 제한에 관하여는 제10조를 준용한다.
- 1. 초ㆍ중등교육법령에 따른 특성화고등학교의 간호 관련 학과를 졸업한 사람(간호조무사 국가시험 응시일로부터 6개월 이내에 졸업이 예정된 사람을 포함한다)
- 2. 「초ㆍ중등교육법」 제2조에 따른 고등학교 졸업자(간호조무사 국가시험 응시일로부터 6개월 이내에 졸업이 예정된 사람을 포함한다) 또는 초ㆍ중등교육법령에 따라 같은 수준의 학력이 있다고 인정되는 사람(이하 이 조에서 "고등학교 졸업학력 인정자"라 한다)으로서 보건복지부령으로 정하는 국ㆍ공립 간호조무사양성소의 교육을 이수한 사람
- 3. 고등학교 졸업학력 인정자로서 평생교육법령에 따른 평생교육시설에서 고등학교 교과 과정에 상응하는 교육과정 중 간호 관련 학과를 졸업한 사람(간호조무사 국가시험 응시일로부터 6개월 이내에 졸업이 예정된 사람을 포함한다)
- 4. 고등학교 졸업학력 인정자로서 「학원의 설립ㆍ운영 및 과외교습에 관한 법률」 제2조의2제2항에 따른 학원의 간호조무사 교습과정을 이수한 사람
- 5. 고등학교 졸업학력 인정자로서 보건복지부장관이 인정하는 외국의 간호조무사 교육과정을 이수하고 해당 국가의 간호조무사 자격을 취득한 사람
- 6. 제7조제1항제1호 또는 제2호에 해당하는 사람
② 제1항제1호부터 제4호까지에 따른 간호조무사 교육훈련기관은 보건복지부장관의 지정ㆍ평가를 받아야 한다. 이 경우 보건복지부장관은 간호조무사 교육훈련기관의 지정을 위한 평가업무를 대통령령으로 정하는 절차ㆍ방식에 따라 관계 전문기관에 위탁할 수 있다.
③ 보건복지부장관은 제2항에 따른 간호조무사 교육훈련기관이 거짓이나 그 밖의 부정한 방법으로 지정받는 등 대통령령으로 정하는 사유에 해당하는 경우에는 그 지정을 취소할 수 있다.
④ 간호조무사는 최초로 자격을 받은 후부터 3년마다 그 실태와 취업상황 등을 보건복지부장관에게 신고하여야 한다.
⑤ 제1항에 따른 간호조무사의 국가시험ㆍ자격인정, 제2항에 따른 간호조무사 교육훈련기관의 지정ㆍ평가, 제4항에 따른 자격신고 및 간호조무사의 보수교육 등에 관하여 필요한 사항은 보건복지부령으로 정한다.
[전문개정 2015. 12. 29.]
[시행일:2019. 1. 1.] 제80조제2항의 개정규정(이 법 시행 당시 설치ㆍ운영 중인 간호조무사 교육훈련기관에 한한다)

제80조의2(간호조무사 업무)
① 간호조무사는 제27조 [무면허 의료 행위 등 금지] 에도 불구하고 간호사를 보조하여 제2조제2항제5호가목부터 다목까지의 업무를 수행할 수 있다.
② 제1항에도 불구하고 간호조무사는 제3조제2항 [의원 / 치과의원 / 한의원] 에 따른 의원급 의료기관에 한하여 의사, 치과의사, 한의사의 지도하에 환자의 요양을 위한 간호 및 진료의 보조를 수행할 수 있다.
③ 제1항 및 제2항에 따른 구체적인 업무의 범위와 한계에 대하여 필요한 사항은 보건복지부령으로 정한다.
[본조신설 2015. 12. 29.]
제80조의3(준용규정) 간호조무사에 대하여는 제8조, 제9조, 제12조, 제16조, 제19조, 제20조, 제22조, 제23조, 제59조제1항, 제61조, 제65조, 제66조, 제68조, 제83조제1항, 제84조, 제85조, 제87조, 제88조, 제88조의2 및 제91조를 준용하며, 이 경우 "면허"는 "자격"으로, "면허증"은 "자격증"으로 본다.  <개정 2016. 12. 20.>
[본조신설 2015. 12. 29.]